# عبيد الله صاحب العرض
عبيد الله صاحب العرض (295 - 383 هـ) إمام وشيخ أحد أجداد العلويين بحضرموت. واسمه "عبد الله" ولكن اسم "عبيد الله" هو المعروف عند أهل حضرموت والمسطر في كتبهم، والمتداول في سلسلة نسب آل باعلوي، والذي يظهر أنه كان من عظم تواضعه، وشدة خضوعه وخشوعه، يمحو رسمه، ويفني نفسه، ويستحسن تصغير اسمه، تصغيرا لنفسه، فيسمي نفسه "عبيد الله".

## نسبه
عبيد الله بن أحمد المهاجر بن عيسى بن محمد النقيب بن علي العريضي بن جعفر الصادق بن محمد الباقر بن علي زين العابدين بن الحسين السبط بن علي بن أبي طالب، وعلي زوج فاطمة بنت محمد.
فهو الحفيد 9 لرسول الله محمد في سلسلة نسبه.

### الخلاف حول نسبه
وظهر في العصر الحديث من يقول بانقطاع نسب عبيد الله عن أحمد بن عيسى بدليل أن كتب الأنساب من القرن الخامس إلى القرن التاسع الهجري لم تذكر أن أحمد بن عيسى له ابن اسمه عبيد الله أو عبد الله. وقد رفض عدد من الباحثين هذه الاداعاءات كون عدم ذكر أحد من الأبناء المعقبين في كتب الأنساب لا ينفي وجوده، وأن فرض هذه النظرية وحدها ستؤدي إلى إلغاء العديد من أنساب القبائل المعتبرة، بل توجد طرق شرعية أخرى لإثبات النسب منها الشهرة والاستفاضة.

## مولده ونشأته
ولد بالبصرة بأرض العراق سنة 295 هـ، ونشأ وشب فيها في نفس البيئة التي عاشها والده أحمد المهاجر إلى أن ارتحل عنها معه نحو الحجاز.

## هجرته
كان عبيد الله ممن خرج مع والده وأهله من ناحية البصرة سنة 317 هـ، وجماعة من بني عمه وخدمه وعبيده، متنقلا في البلدان إلى أن وصل إلى وادي حضرموت، فسكن منه في نهاية المطاف قرية تسمى الحسيسة، وبها توفي والده. ثم أنه أعطى خادمه مخدم أو عبد الله ما كان له بالحسيسة ونواحيها من العقار والأراضي والأملاك التي بها، وانتقل هو وأولاده إلى سُمل، وهي على ستة أميال من تريم وسكنوا بها مدة من الزمان، فاشتروا في مدة إقامتهم بها أموالا كثيرة، وهي غربي البلد المسماة بالقارة، وتزوج بنت ابن سُمل بعد أن توفيت زوجته أم البنين بنت محمد بن عيسى النقيب. ومن جملة المشترى بها من الحفائر وأراضيها ست عشرة بئرا.
وخلال إقامته بحضرموت توجه إلى مكة، وأخذ عن الشيخ محمد بن علي بن عطية الحارثي المكي، وقرأ عليه كتابه «قوت القلوب» في علم التصوف، وأخذ الإجازة والسند منه في كافة أسانيده ومروياته، ومن كثرة مجالسة عبيد الله لشيخه المكي تأثر كثيرا بنفسه الصوفي حتى قيل عنه إنه أول من تنفس الأنفاس الصوفية بحضرموت.

## ذريته
لديه من زوجته أم البنين: إسماعيل وعلوي، فأما إسماعيل فكان ممن قدم مع قافلة أهله إلى حضرموت، ولُقب "بصري" لأن ولادته كانت بالبصرة. وأما علوي فهو من مواليد حضرموت. ولعبيد الله ابن ثالث وهو جديد أصغر أولاده، وأمه أم ولد. وقد انقطعت ذرية عبيد الله إلا من ابنه علوي، الجد الذي باسمه تنسب عائلة آل باعلوي اليوم.

## وفاته
توفي سنة 383 هـ بقرية سمل، وقيل في عرض عبد الله حيث يوجد ضريح له بداخل قبة يزار قريب قرية بور وأن المدفون في سمل إنما هو ابنه علوي.